# Tethyshadros
Tethyshadros („hadrosaur od moře Tethys“) byl rod ptakopánvého hadrosauroidního dinosaura, žijícího v období svrchní křídy (asi před 70 miliony let) na území dnešní Itálie. Je velmi dobře zachovaným fosilním materiálem, holotyp má přezdívku „Antonio“. Byl několik let preparován a popsán jako T. insularis paleontologem F. M. Dalla Vecchiou v roce 2009.

## Popis
Tento dinosaurus představoval malou ostrovní formu hadrosaurida o délce asi 4 metry a hmotnosti 300 kilogramů, příbuzné druhy z Asie a Severní Ameriky byly mnohem větší.
Poněkud zvláštní tvar měl ocas tohoto dinosaura. Byl v porovnání s ocasy jiných hadrosauroidů velmi dlouhý (zabíral 56 % celkové délky těla) a měl také jiné proporce. Důvodem mohl být evoluční tlak na zvýšení prostoru pro trávicí systém nebo vejcovody. U dvou dochovaných exemplářů tohoto druhu se navíc proporce ocasu značně liší, což může být způsobeno rozdíly mezi pohlavími, ontogenezí nebo intraspecifickou variabilitou.
Blízce příbuzným taxonem hadrosauromorfa byl španělský Fylax, formálně popsaný v roce 2021.